# B.J. Tyler
Brandon Joel Tyler (ur. 30 kwietnia 1971 w Galveston) – amerykański koszykarz występujący na pozycji rozgrywającego. 
Według dziennikarza Chris Younga, Tyler zasnął przypadkowo w workiem lodu przyczepionym do kostki. W rezultacie uszkodzeniu uległy nerwy przez co stracił na szybkości, na której bazowała jego gra. Wobec powyższego przekonano go do zakończenia kariery, po zaledwie jednym sezonie zawodowym.

## Osiągnięcia
Na podstawie, o ile nie zaznaczono inaczej.
NCAA
- Uczestnik rozgrywek:
  - II rundy turnieju NCAA (1994)
  - turnieju NCAA (1991, 1994)
- Mistrz:
  - turnieju konferencji Southwest (SWC – 1994)
  - sezonu regularnego SWC (1992, 1994)
- Koszykarz roku konferencji Southwest (1994)[4]
- MVP turnieju konferencji Southwest (1994)
- Zaliczony do III składu All-American (1994 przez Associated Press, UPI)
- Lider:
  - wszech czasów SWC w średniej punktów (19,8)
  - SWC w:
    - liczbie:
      - (637) i średniej (22,8) punktów (1994)
      - celnych i oddanych rzutów za 3 punkty (1992, 1994)

    - średniej:
      - asyst (6,5 – 1992)
      - przechwytów (3,1 – 1994)

    - skuteczności rzutów za 3 punkty (37,4% – 1994)